# 七瀬川夏吉
七瀬川 夏吉（ななせがわ なつよし）は、日本のライトノベル作家。岩手県出身。2006年に『相克のファトゥム』で、第11回スニーカー大賞奨励賞を受賞。2009年にザ・スニーカーにて『記憶の森のエリス』を連載しデビュー、文庫化される。

## 作品リスト
- 『記憶の森のエリス ブラコン×記憶力ゼロ→大迷走』（イラスト:こぶいち、角川スニーカー文庫）
- 『記憶の森のエリス2 胸ペタ×初恋の少女→大混戦』（イラスト:こぶいち、角川スニーカー文庫）